# Chungju
Chungju (kor. 충주) ist eine Stadt in der südkoreanischen Provinz Chungcheongbuk-do und hat 216.070 Einwohner (Stand: 2019).

## Allgemeines
2013 betrug die Einwohnerzahl 208.115, und mit einer Fläche von 983,95 km² ist Chungju etwa 1,6 mal so groß wie Seoul. Die Chungju University hat hier ihren Sitz, und auch die Konkuk University hat hier einen Campus.
Chungju bekam am 8. Juli 1956 den Status einer Stadt (-si) verliehen, jedoch wurde Jungwon-gun abgespalten. Am 1. Januar 1995 wurden sie wieder vereint. Bürgermeister ist Lee Jong-bae (이종배).
Ban Ki-moon, der Generalsekretär der Vereinten Nationen ging in Chungju zur Schule. Die Ruder-Weltmeisterschaften 2013 fanden auf dem Tangeumsee in Chungju statt. Die Talsperre Chungju liegt etwa 6 km nordöstlich der Stadt. Der Nationalschatz Nummer 6, eine siebenstöckige Steinpagode, liegt in der Stadt in Tappyeong-ri. Zudem ist die Stadt und Region ein bekanntes Apfelanbaugebiet.

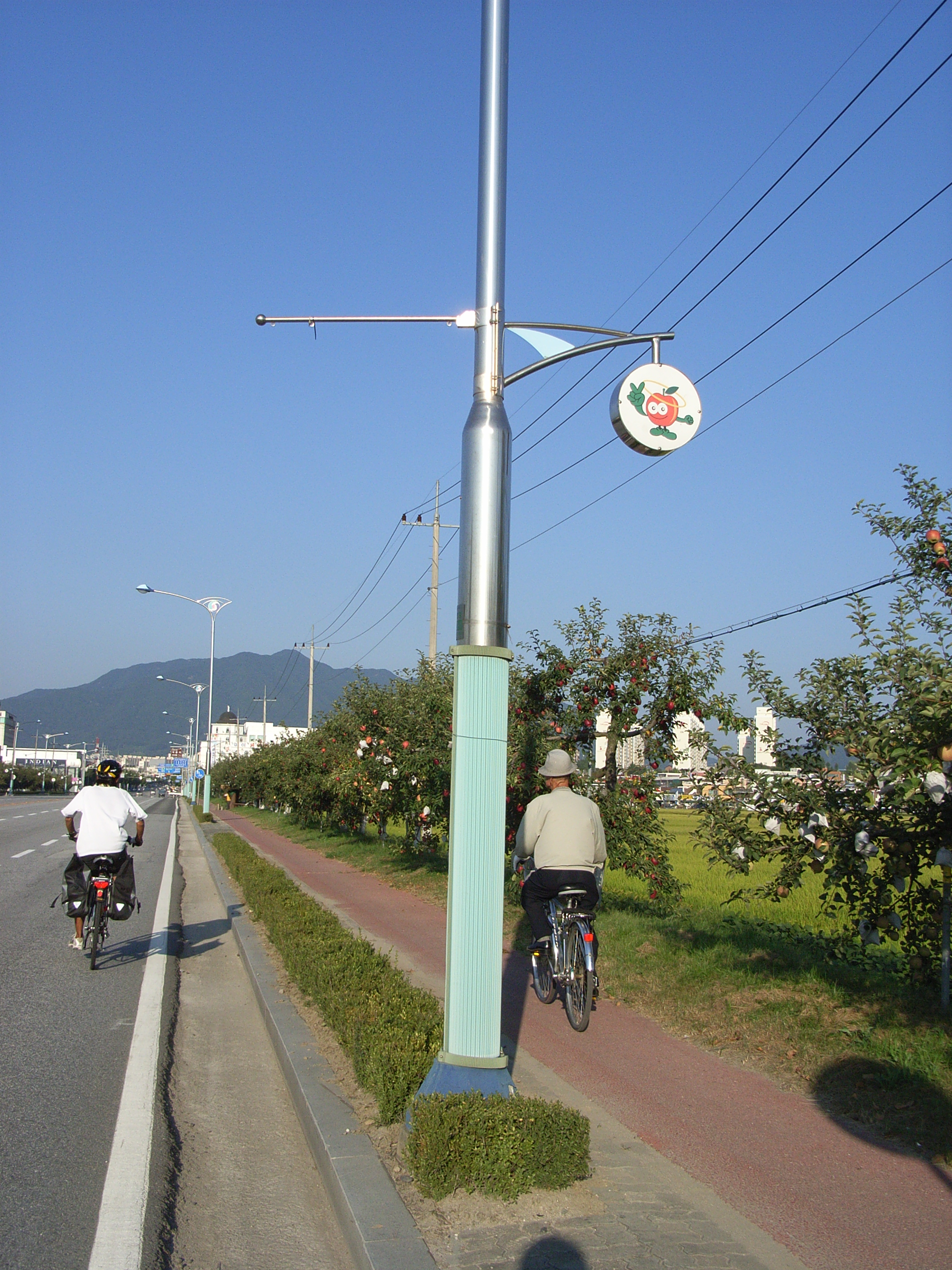
Straße mit Apfelbäumen in Chungju
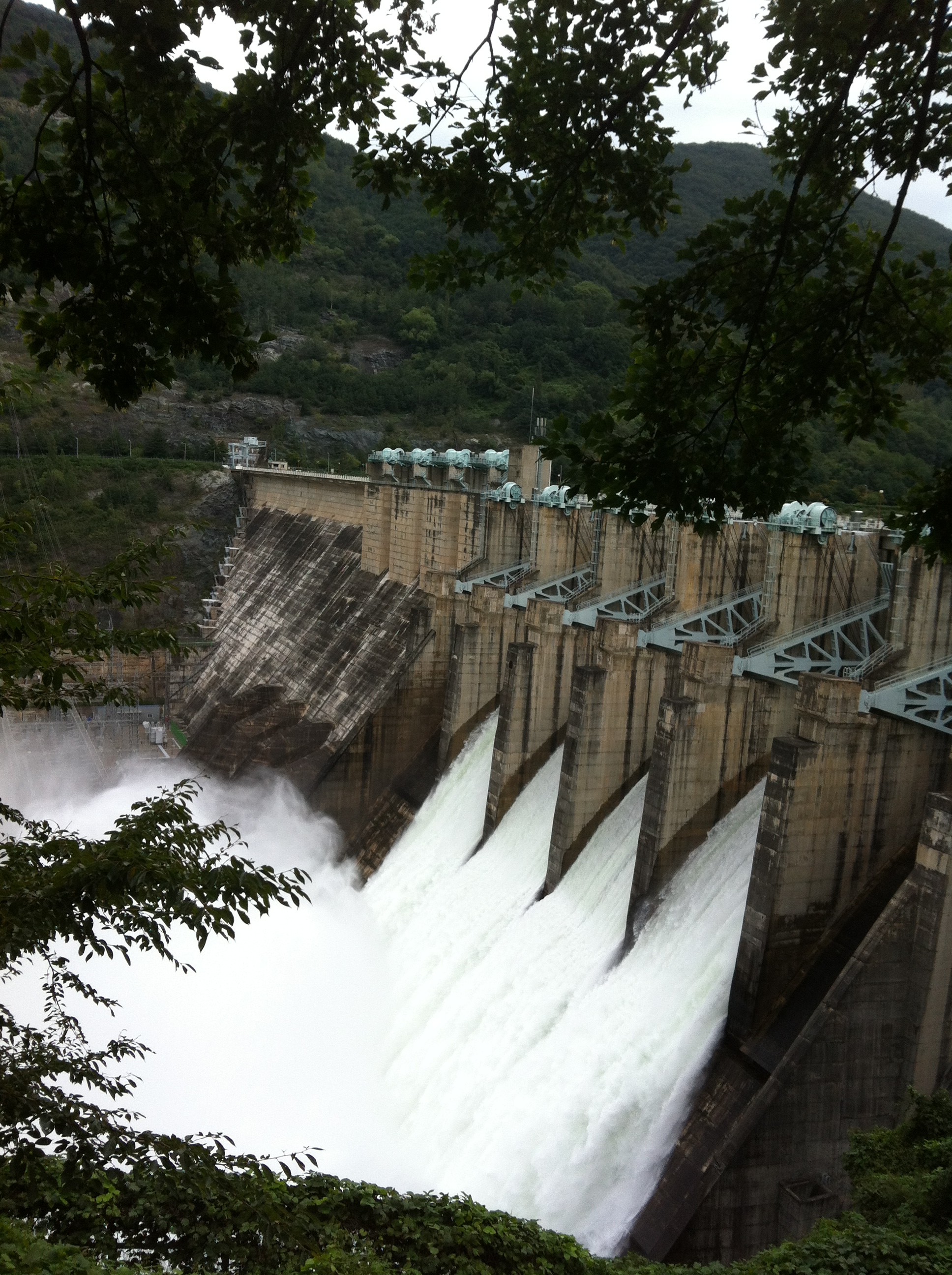
Talsperre Chungju

## Söhne und Töchter der Stadt
- Shin Kyong-nim (1936–2024), Lyriker
- Ahn Sang-soo (* 1952), Grafikdesigner, Typograf und Hochschullehrer
- Lee Kyeong-yeong (* 1960), Schauspieler
- Lee In-young (* 1964), Politiker
- Im Dong-hyun (* 1986), Bogenschütze
- Han Kyo-won (* 1990), Fußballspieler
- Suk Hyun-jun (* 1991), Fußballspieler

## Städtepartnerschaften
- Taichung, Republik China (1969)
- Yugawara, Japan (1994)
- Musashino, Japan (1997)
- Daqing, Volksrepublik China (2001)